# Liste der Monuments historiques in Target (Allier)
Die Liste der Monuments historiques in Target (Allier) führt die Monuments historiques in der französischen Gemeinde Target auf.

## Liste der Bauwerke
| Bezeichnung        | Beschreibung                  | Standort | Kennzeichnung | Schutzstatus | Datum | Bild           |
| ------------------ | ----------------------------- | -------- | ------------- | ------------ | ----- | -------------- |
| Kirche St-Marien   | Erbaut im 11./12. Jahrhundert | (Lage)   | PA00093307    | Inscrit      | 1929  | weitere Bilder |
| Château de Boussac | Erbaut im 17./18. Jahrhundert |          | PA03000057    | Inscrit      | 2019  |                |